# Ponthévrard
Ponthévrard is een gemeente in het Franse departement Yvelines in de regio Île-de-France en telt 531 inwoners (2004). De plaats maakt deel uit van het arrondissement Rambouillet.

## Geografie
De oppervlakte van Ponthévrard bedraagt 2,6 km², de bevolkingsdichtheid is 204,2 inwoners per km².
De onderstaande kaart toont de ligging van Ponthévrard met de belangrijkste infrastructuur en aangrenzende gemeenten.

## Demografie
Onderstaande figuur toont het verloop van het inwonertal (bron: INSEE-tellingen).